# Solomon Cordwell Buenz
Solomon Cordwell Buenz (SCB) — частная американская архитектурная компания, основанная в 1931 году и специализирующаяся на архитектуре, дизайне интерьеров и городском дизайне с офисами в Чикаго (штат Иллинойс), Сан-Франциско (штат Калифорния), Бостоне (штат Массачусетс), Сиэтле (штат Вашингтон) и Абу-Даби (ОАЭ). Штаб-квартира расположена в городе Чикаго, в который внесла один из самых больших вкладов в развитие.

## Описание
Компания SCB внесла значительный вклад в горизонт Чикаго и горизонт Филадельфии. Главный архитектор Питер Нун (англ. Peter Noone) и другие ключевые люди компании проводят бесплатные лекции в рамках учебных программ в Университетской школе архитектуры Академии искусств. В чикагском офисе работает штат из 290 сотрудников.
В 2018 году годовой доход SCB составил 78,97 млн долларов.
В 2020 году в рейтинге 400 архитектурных фирм (англ. BD+C’s 2020 Giants 400 Architecture Firm) от BD+C компания SCB заняла 21-е место.
В 2021 году SCB объявила об открытии своего офиса в Бостоне, штат Массачусетс, неподалёку от района Сипорт-Дистрикт.
Руководство компании SCB Boston
Президент SCB Boston — Крис Пембертон (англ. Chris Pemberton), AIA; руководителем компании была назначена специалист коммерческого сектора Клара Уайнберг (англ. Clara Wineberg), AIA, LEED AP BD+C, — исполнительный директор. Директор SCB — Брайан Ирвин (англ. Bryan Irwin), бывший директор Sasaki, AIA, LEED AP, — руководитель студии кампуса офиса на Восточном побережье. Джей Лонго (англ. Jay Longo), AIA, LEED AP BD+C, — ведущий специалист по проектированию в коммерческой и медико-биологической сфере SCB, определяет дополнительные связи между городом и историей инноваций SCB.

## История
Благодаря своей предусмотрительности Лу создал уникальную комплексную бизнес-модель «проектирование-строительство-эксплуатация», заложив основу культуры дизайна для успешных зданий, которые стоят и по сей день.

«По мере того, как экономика улучшалась после Великой депрессии, Лу и Ирвинг Соломон увидели возможность для роста, путём расширения деятельности фирмы на рынке жилья. Лу начал приобретать недвижимость на Лейк-Шор-драйв в Чикаго и проектировать многоэтажные жилые комплексы для сдачи в аренду. Тем временем Ирвинг был подрядчиком, а их сестра Сильвия руководила проектами.»— E-Architect

## Проекты

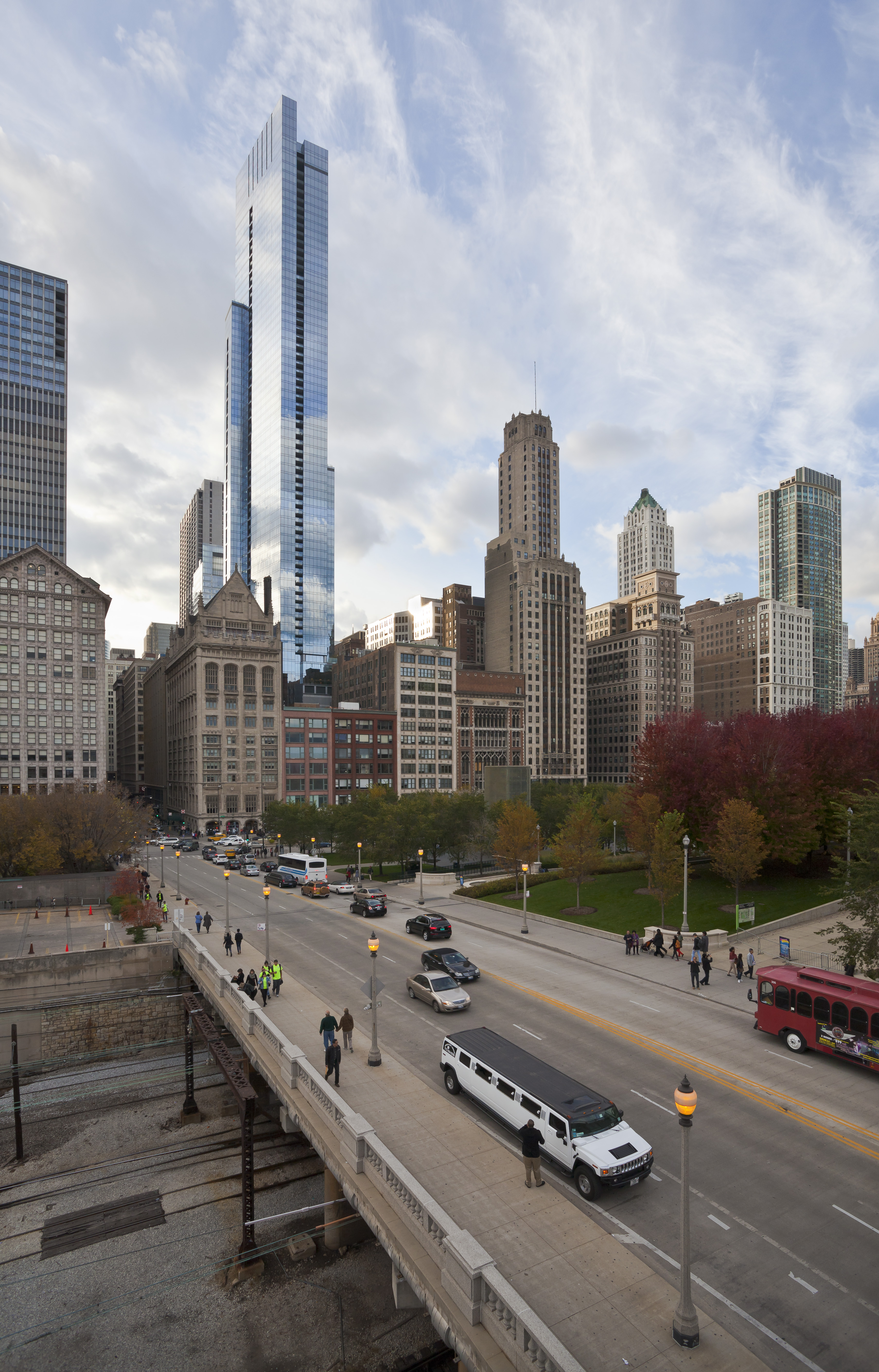
Наследие в Миллениум-парке на улицах Ист-Монро и Саут-Уобаш-авеню в Чикаго

SCB спроектировала около 226 зданий по всему миру, в том числе: 66 офисных зданий, 102 городских многофункциональных здания, 24 торговых центра, 27 студенческих общежитий и 7 транспортных объектов в Филадельфии, Сан-Франциско, Тусоне, Сербии, Словакии и Торонто. Среди них:
- Башня наследия[англ.] (Чикаго)
- Murano[англ.] (Сан-Франциско)
- Миллениум-Центр[англ.] (Вршац, Сербия)
- Саутфилд-Таун-Центр[англ.] (Детройт)
- Уан-Ринкон-Хилл[англ.] (Сан-Франциско)
- Сент-Джеймс (небоскрёб)[англ.] (Филадельфия)
- Фордхэм (небоскрёб)[англ.] (Чикаго)
- Башня библиотеки[англ.] (Чикаго)
- Елисейские кондоминиумы[англ.] (Чикаго)
- 903 Пичтри[англ.] (Атланта)